# Niphoparmena truncatipennis
Niphoparmena truncatipennis är en skalbaggsart som beskrevs av Stefan von Breuning 1956. Niphoparmena truncatipennis ingår i släktet Niphoparmena och familjen långhorningar.
Artens utbredningsområde är Kenya. Inga underarter finns listade i Catalogue of Life.